# Aïda Mady Diallo
Aïda Mady Diallo est une écrivaine et réalisatrice malienne. 

## Biographie

### Enfance et études
Après avoir grandi en France, Aïda Mady Diallo passe son adolescence au Mali. Elle bénéficie ensuite d'une bourse d'études en Ouzbékistan. 

### Carrière littéraire
En 2001, lors de la première édition de la déclinaison malienne du festival étonnants Voyageurs, Moussa Konaté présente à Patrick Raynal le manuscrit intitulé Kouty, mémoire de sang qui paraît dans la série noire. L'année suivante, dans ce roman, Aïda Mady Diallo, raconte l'histoire d'une jeune fille qui assiste au massacre de ses proches et qui grandit en pensant à sa vengeance.
En 2005, elle réalise un « carnet de la création » illustré par des photographies d'Antoine d'Agata.
Elle réalise la série Bamako, la ville aux trois caïmans qui est diffusée sur TV5 Monde en février et mars 2016.
En 2019, elle sort son premier long métrage intitulé Balkissa, les démons de minuit.